# Ladoschskoje (Kaliningrad, Prawdinsk)
Ladoschskoje (Ладожское) (deutsch Kukehnen) war ein Ort in der russischen Oblast Kaliningrad. Seine Ortsstelle liegt im Gebiet des Munizipalkreises Rajon Prawdinsk (Friedland (Ostpr.)).

## Geographische Lage
Die Ortsstelle von Ladoschskoje liegt am Ostufer der Lawa (deutsch Alle) in der südlichen Mitte der Oblast Kaliningrad (Gebiet Königsberg (Preußen)). Bis zur früheren Kreisstadt Friedland in Ostpreußen –  der heutigen Rajonhauptstadt Prawdinsk – sind es drei Kilometer in südwestlicher Richtung. Die von 1927 bis 1945 bestehende und heute in Polen gelegene Kreismetropole Bartenstein (polnisch Bartoszyce) liegt 29 Kilometer in südwestlicher Richtung entfernt.

## Geschichte
Der kleine Gutsort Kykaynen fand bereits vor 1450 seine erste Erwähnung. Von 1874 bis 1945 war der Gutsbezirk Kukehnen in den neu gebildeten Amtsbezirk Allenau (russisch Poretschje) im ostpreußischen Kreis Friedland (ab 1927: Kreis Bartenstein) eingegliedert. Im Jahre 1910 zählte der Gutsbezirk Kukehnen 56 Einwohner.
Am 30. September 1928 vergrößerte sich der Gutsbezirk Kukehnen um den Nachbargutsort Bammeln sowie wohl auch um die nicht näher belegten Wohnplätze Waldhaus und Detlevsruh, die eingemeindet wurden. Im Jahre 1933 verzeichnete Kukehnen 93 Einwohner, im Jahre 1939 waren es in dem 1935 von einem Gutsbezirk in eine Landgemeinde umgewandelten Dorf noch 79 Einwohner.
In Kriegsfolge kam 1945 das gesamte nördliche Ostpreußen zur Sowjetunion. Kukehnen gehörte ab 1947 zum Dorfsowjet Poretschewski selski Sowet/okrug und wurde 1950 offiziell in „Ladoschskoje“ umbenannt. Wohl nur kurz wurde der Ort besiedelt, denn bereits lange vor 1975 galt er als verlassen und damit als untergegangen.
Seine Ortsstelle gehört heute zum Gebiet der Stadtgemeinde Prawdinsk (Friedland in Ostpreußen) im Munizipalkreis Rajon Prawdinsk in der Oblast Kaliningrad.

## Kirche
Bis 1945 war Kukehnen in das Kirchspiel Allenau der Vereinigten evangelischen Kirchengemeinden Böttchersdorf-Allenau (russisch: Sewskoje-Poretschje) im Kirchenkreis Friedland in der Kirchenprovinz Ostpreußen der Kirche der Altpreußischen Union, außerdem in die römisch-katholische Pfarrei Bartenstein (polnisch Bartoszyce) im damaligen Bistum Ermland eingegliedert.

## Verkehr
Die kaum noch erkennbare Ortsstelle von Ladoschskoje resp. Kukehnen ist von der Stadt Prawdinsk (Friedland) aus zu erreichen: von der nach Druschba (Allenburg) verlaufenden Regionalstraße 27A-029 aus führt eine Nebenstraße über Lukino (Kloschenen) dorthin. 
Bis 1945 war Friedland die nächste Bahnstation.